# Fiat 238
De Fiat 238 was een bestelwagen die van 1967 tot 1983 door het Italiaanse automobielproductiebedrijf Fiat werd geproduceerd, als de opvolger van de Fiat 1100 T.

## Geschiedenis
De voorwielaangedreven wagen was gebaseerd op het chassis van de Autobianchi Primula. Oorspronkelijk had hij ook diens 1221 cc-motor. Een jaar na introductie werd die vervangen door de 1197 cc-motor van de Fiat 124, of optioneel diens 1438 cc-motor. De 238 werd vanaf het begin geproduceerd in veel verschillende carrosserieuitvoeringen voor bedrijfs- en personenvervoer. Er was ook een aparte versie voor ambulances. Afgeleid van de 238 is de Fiat 241 met achterwielaandrijving voor meer laadvermogen; deze werd alleen geleverd met de 1438 cc-motor.
In 1974 introduceerde Fiat een nieuwe bestelwagen, de Fiat 242 met een grotere benzinemotor en ook een dieselmotorvariant. Desondanks bleef de vraag naar de Fiat 238 onverminderd en besloot Fiat hem in productie te houden en maakte de nieuwe, grotere benzinemotor ook beschikbaar voor de 238.

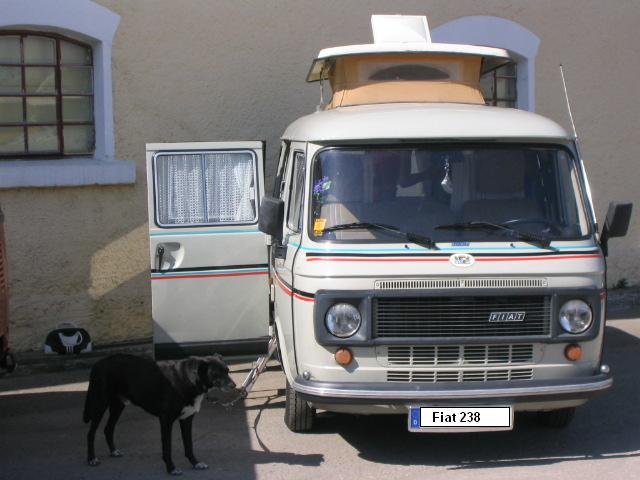
Fiat 238 E (1978-1982)

De 238 werd tot 1983 geproduceerd en vervangen door de Fiat Ducato, waarvan de productie al in 1981 was gestart.

## Motoren
- 1221 cc benzine 43 pk (32 kW) tot 1968
- 1197 cc benzine 44 pk (32 kW)
- 1438 cc benzine 46 pk (34 kW) / 51 pk (38 kW, alleen voor ambulances)